# Вишневский, Владимир Петрович
Владимир Петрович Вишневский (до 18-летнего возраста носил фамилию отца Гехт; 20 августа 1953, Москва) — советский и российский поэт, юморист, киноактёр, художник, журналист, шоумен, телеведущий.

## Биография
Окончил факультет русского языка и литературы Московского областного педагогического института (1975). Служил в армии, в ВВС рядовым механиком третьего класса в городе Ленинакан. Эпизодически печатал лирические, сатирические и юмористические стихи в периодике, широко публикуется с 1985 года.
В середине 1980-х годов написал тексты песен на музыку Вячеслава Добрынина, Татьяны Островской, Александра Журбина, Дмитрия Жарова и других композиторов. Эти песни не стали шлягерами, но вошли в репертуар Александра Абдулова («Без дублёра», запись 1984 года), Николая Караченцова («Как ни в чём не бывало», запись 1985 года), Ольги Зарубиной и Евгения Головина («Почему мы не вместе?») и других исполнителей.
Как телеведущий Владимир Вишневский вёл программу «Складчина» на РТР в 1992—1993 годах, «Вишневский сад» на НТВ в 1995 году, «Стойка Пегаса» на «Дарьял ТВ» в 2002 году, «Подозреватель» на М1 с 2002 по 2003 год, «Парк юмора» на ТВЦ с 2003 по 2006 год, «Поэт» на «Доверии» в 2010—2011 годах, рубрику «Поэт Настроения» на «ТВ Центре» (2012—2013), с 2017 — авторский проект «Ненапрасные слова с Владимиром Вишневским» на телеканале «Сарафан».
Широкую известность поэт получил благодаря работам в оригинальном жанре лирических и юмористических «одностиший» и своим ироническим стихам.
С 2001 года снимается в кино, снялся в 32 фильмах. Член Русского Пен-центра, Союза писателей СССР до 1992 года и Союза писателей Москвы. Член Гильдии актеров России и Союза журналистов России.
Член общественного совета Российского еврейского конгресса до 2016 года. С 2010 г. в соавторстве с художником Андреем Рыбаковым активно реализует арт-проект «Изостишия» (где выступает и как художник), что нашло своё отражение в нескольких заметных выставках в Москве.
Стихи Вишневского вошли в Антологию «Строфы века». Неоднократно признавался одним из самых цитируемых писателей России. В 2012 году на одной из кафедр русского языка была защищена диссертация «Лингвистические особенности идиостиля В. П. Вишневского»
Как поэт-шоумен выступает с сольными программами «Избранное для избранных», «Сеанс стихотерапии с самопразоблачением».
В 2017 году представил чтецкую программу «Вслух, с выражением: любимые стихи Вл. В.».
В сентябре 2020 года подписал письмо в поддержку протестных акций в Белоруссии.

### Семья
Отец — Пётр Моисеевич Гехт, инженер-оборонщик. Мать — Евгения Яковлевна Вишневская, переводчик.
Жена — Татьяна Иоффе (род. 1976). Дочь Влада (род. 2010).

## Награды
- В 1987 году был удостоен премии «Золотой телёнок» «Литературной Газеты» («Клуба 12 стульев»).
- Лауреат профессиональных премий «Золотой Остап», «Золотое перо России» (дважды: 2002 и 2015 — премия Союза журналистов России — за развитие поэтической сатиры на российском телевидении и в печати), Союза писателей Москвы — «Венец».
- Награждён медалью Кирилла и Мефодия — за вклад в российско-болгарское культурное сотрудничество.
- 2002 г. награжден почетным знаком «За достижения в культуре»
- Лауреат национальной премии «Любовь народная»
- В 2015 году награждён медалью «За труды в просвещении, культуре, искусстве и литературе»
- Действительный член Национальной Российской Академии Музыки, Евразийской Телеакадемии и Российской Академии юмора.
- Медаль ордена «За заслуги перед Отечеством» II степени (2021) — за заслуги в развитии отечественной культуры и искусства, многолетнюю плодотворную деятельность[18]

## Творческая деятельность

### Книги стихов
- Поцелуй из первых уст. М., «Правда», 1987.
- Подписка о взаимности. М., «Московский рабочий», 1988.
- Московская прописка. М., «Современник», 1989.
- ДвоЯкорь, или В отличие от себя. М., «Правда», 1992.
- Спасибо мне, что есть я у тебя. М., «Праминко», 1992.
- Прожиточный минимум, или Как выжить красиво. М., 1994.
- Прожиточный минимум-2, или Как выжить красиво. М., 1997.
- Владимир Вишневский в супере. М., «Подкова», 1998.
- Басни о Родине. М., «Можайск-Терра», 2001; М., «Подкова», «Деконт +», 2000
- Владимир Вишневский в Золотой серии юмора. М., «Вагриус», 2001
- том Избранного в Антологии сатиры и юмора России XX века. М., «ЭКСМО», 2001—2008 (10 переизданий)
- Басни о Родине-2. М., «Зебра Е», «ЭКСМО»,2002
- Десять лет, КОТОРЫЕ, или Страна из РУК в РУКи. М., «Пронто-Москва», 2002,2004
- Басни о Родине-3.М «Зебра Е», «ЭКСМО», «Деконт +», 2003
- Вишневский в супере и без-2. М., "«Зебра Е», 2004
- том в серии Избранные. М., «Зебра Е», 2006
- Фарманный кормат. М. «Зебра Е»,2007
- Быть заменимым некрасиво. М., АСТ «Зебра Е», 2008
- Первоисточники М., «Алми», 2008
- То Есть (Быть заменимым некрасиво. Перезагрузка), М., «Зебра Е», 2010
- Я Вас хочу! (Следите за рекламой). Екатеринбург, Brandiziak, 2011
- Владимир ВИШНЕВСКИЙ САД (Быть заменимым некрасиво. ПЕРЕперезагрузка), М, АСТ, Астрель
- Акын ONLINE (и он же Сострадамус), или «ЛЮБИМАЯ, Я ЗНАЮ, ТЫ В СЕТИ» (АСТ, 2015)
- Книга № 1. Ноу-Хаус (Издательство «Э», 2015)
- «ЛЮБОВЬ&ДРУЖБА.ДЕНЬГИ… НЕТ,ЛЮБОВЬ!..» (эффективный цитатник для разнополых) — Москва: АСТ, 2017
- «Все больше людей нашу тайну хранит» — Москва: АСТ, 2018
- «Все больше людей нашу тайну хранит. Еще больше.» — Москва: АСТ, 2019
- «ГЕХТ» — Москва, АСТ, 2022
- «!Я: аве, ухО» — Москва, «Вездец/Городец», 2022

### Фильмография
- 2001 — Только раз… — телевизионный ведущий
- 2002 — Деньги — камео
- 2002 — Улыбка Мелометы — провинциальный поэт
- 2002 — Бомба для невесты (телесериал) — конферансье
- 2003 — Love—Сервис — Боря, брачный аферист
- 2003 — FM и ребята — Аркадий Стульев, радионачальник
- 2003 — Юбилей прокурора — Аркаша, тамада
- 2003 — Дни ангела (телесериал) — адвокат
- 2004 — Фитиль — чёрт-пиарщик
- 2004 — Секрет Фараона — мошенник Лёва
- 2005 — Гибель империи — лавочник Лейбович
- 2005 — Любовь и золото (телесериал) — врач-ветеринар
- 2006 — Рельсы счастья (телесериал) — аферист Годун
- 2006 — Папараца — Валерий Борисович, профессор журфака
- 2007 — Глянец — мужчина на вечеринке (эпизод)
- 2008 — Тяжёлый песок — советский поэт
- 2009 — Тридцать седьмой роман — продюсер Криворуков
- 2009 — На всех широтах (телесериал) — директор филармонии Энрико Львович
- 2011 — Всем скорбящим радость… — коллекционер-меценат Горбачевский
- 2011 — Правила маскарада (телесериал) — камео
- 2012 — Москва. Три вокзала (телесериал) (серия «Пропащий талант») — поэт Николай Михайлович Яблоков
- 2012 — Бульварное кольцо — камео
- 2013 — Чужой район-3 — дизайнер Лева Штерн
- 2013 — Не бойся, я с тобой! 1919 — поэт, выступающий на митинге
- 2013 — Мама-детектив (11-я серия) — Анатолий Борисович Горин, импресарио
- 2013 — Саранча — камео
- 2013 — Умник — камео
- 2014 — Кураж — композитор Леонид Горин
- 2017 — Короткие волны — городской поэт
- 2018 — Былое и дом — повествователь
- 2019 — Перелётные птицы — поставщик
- 2019 — Динозавр 2 — сосед

### Диски, аудиокниги, озвучивание
- Спасибо мне, что есть я у тебя (прижизненная запись), виниловый диск, М., «Мелодия» 1992.
- Избранное для избранных — мультимедийное издание. М., «Юмор FM», «Монолит-рекордс», 2007
- Запрещенный Вишневский — аудиодиск, М., «Юмор FM», «Монолит-рекордс», 2008
- О, как внезапно кончился диван!.., или «На самом деле было все иначе…» М.,"Ардис", 2011
- «Вишневский Вл., тот самый, но — другой…», аудиокнига, М., «Ардис», 2012
- «Владимир ВИШНЕВСКИЙ САД», аудиокнига, М., «Астрель» / «Аудиокнига», 2012
- «Все больше людей нашу тайну хранит» — Москва: АСТ, 2019

#### Аудиокниги, озвученные Владимиром Вишневским
- Необыкновенные истории из жизни города Колоколамска (и не только) М., «Ардис», 2012

Принял участие в записи детских проектов студии «Ардис» (2011—2013 гг.):
- Новогодний подарок: «Двенадцать месяцев» и другие
- «Золотая книга сказок»
- Подарок первокласснику: развивающе-обучающие программы
- Развивающая аудиоэнциклопедия (Транспорт. Автомобили. …Самолеты. Воздушный транспорт.)

#### Озвучивание
- Док. фильм «На реках вавилонских» (2001).